# Castillo Aizkraukle
El castillo Aizkraukle es un castillo medieval en ruinas, situado sobre el río Daugava, en Letonia, en el oeste de la actual villa de Aizkraukle, en el municipio de Aizkraukle. El castillo fue construido en la segunda mitad del siglo XIV por la Orden de Livonia. Desde 1334 hasta 1480 fue la sede de un Komtur.
En 1559, Aizkraukle fue invadido por los polacos, y en 1577 por los rusos. El castillo estaba todavía en pie hasta 1633, pero a mediados de 1680 quedó en ruinas. En la actualidad se ven restos del fundamento del castillo y una pared de casi cinco metros de altura. Las ruinas pintorescas sirven como un destino turístico popular local.